# Parexarnis ala
Parexarnis ala là một loài bướm đêm trong họ Noctuidae.